# Фулькоальд (граф Руэрга)
Фулькоальд (Фулькоад, Фуко, Фулькуальдус; фр. Fulcoald, Foucaud, Fulguald, Fulqualdus; умер после 837) — граф Руэрга и Нима с приблизительно 810/820, родоначальник дома Раймундидов.

## Биография

### Правление
Происхождение Фулькоальда точно неизвестно. Существуют две версии его происхождения. Согласно одной, он был сыном графа Руэрга Сигиберта, упоминаемого в некоторых источниках как сын сеньора Перраси Хильдебранда I. По другой, Фулькоальд мог быть сыном графа Каркассона Белло.
В 837 году император Людовик I Благочестивый назначил его своим наместником (missus dominicus) в области Руэрга, Нима и, возможно, Септимании.

### Семья
Жена: Синегонда
- Фределон (ок. 815 — ок. 852) — граф Руэрга, граф Тулузы с 844 года, граф Каркассона с 850 года
- Раймунд I (815/820 — ок. 865) — граф Лиможа с 841 года, граф Керси и граф Руэрга с 849 года, граф Тулузы с 855 года, маркиз Тулузы с 855 года.